# 兰博文
兰博文(英語：Norman Thomas "Tom" Linebarger, 1963年1月24日—)是一位美国企业家，中文名叫兰博文。

## 生平
1963年出生于加利福尼亚州洛思阿图斯，1986年获得斯坦福大学和克萊蒙特·麥肯納學院的联合学位，1993年获得斯坦福大学商学院制造系统工程硕士和工商管理硕士。同年加入康明斯，历任康明斯电力事业部总裁、康明斯首席财务官等要职。1998年起担任哈雷摩托车董事。2012年1月1日起正式接任接替退休的苏志强担任康明斯董事长兼首席执行官。目前有两个女儿。 他的人生哲理是：“我的个人价值和每日动力来源于三个方面：家庭娱乐友情，公平和正义，勤劳工作。”